# François Langot
Pour les articles homonymes, voir Langot.
François Langot, né avant 1640 à Melun et mort en 1680 à Paris, est un graveur sur cuivre et dessinateur français.

## Biographie
On sait peu de choses sur sa vie, en partie reconstituée par Eugène Grésy (1858) qui démontra qu'il fut actif entre 1641 et 1679. Selon Pierre-François Basan, il fut probablement l'élève du graveur et éditeur d'estampes Pierre Landry à Paris. Rémi Mathis découvre et publie son acte d'apprentissage en 2025 et montre qu'il a en réalité été l'élève de François Ragot.
Il travaille dans la capitale et se spécialise dans la reproduction grand format de peintures célèbres sous forme de gravures, commercialisées comme « pièces d'autel » pour les chapelles privées. Les premières œuvres produites sont des copies des œuvres de Pierre de Cortone et d'Antoine van Dyck, commandées par Landry. On lui doit aussi des interprétations d'œuvres peintes par Grégoire Huret, Rubens et Cornelis Bloemaert.

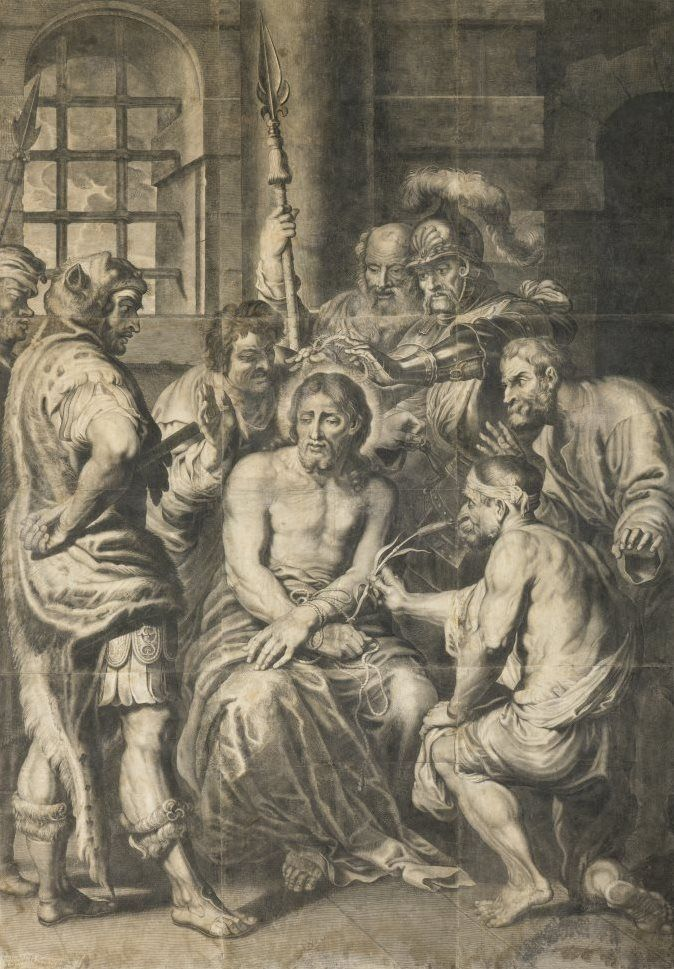
Le Christ aux roseaux, d'après Van Dyck, pièce assemblée de 9 feuilles (avant 1699), Musée d'Art d'Auckland.

Aux alentours de 1661, l'historien Denis Godefroy le chargea de graver le Portrait d'Étienne Chevalier d'après Jean Fouquet.
Pratiquant la technique de la taille douce, il grava également des armoiries.